# محمد العدناني
محمد فريد خورشيد العدناني (26 مارس 1903 - 5 أغسطس 1981) شاعر وكاتب قصصي ولغوي فلسطيني. ولد في جنين ودرس فيها وفي غزة وطولكرم، ثم انتقل إلى الجامعة الأمريكية في بيروت ونال شهادته في 1927. مارس التعليم في عدد من البلدان العربية، وأنهى حياته التعليمية مدرّسًا في الجامعة السورية، ثم جامعة حلب. غيّر لقب من «خورشيد» إلى «العدناني» في 1936. له دواوين شعرية ودراسات ومعاجم لغوية وقصص. توفي في بيروت.

## سيرته
ولد محمد فريد عبد الله خورشيد العدناني يوم 26 مارس 1903/ 27 ذو الحجة 1320 في جنين ونشأ بها. درَس الابتدائيةَ والإعدادية في مدارسها وفي طولكرم وغزة ودمشق، حيث كان والده تتنقُّل بسبب عمله حاكماً لجنين في العهد العثماني، ثم لطولكرم وغزة والقدس ودمشق وصيدا. أنهى محمد العدناني الثانوية في مدرسة الفنون بصيدا سنة 1920، ثم التحق بكلية الطب في بيروت ودرَس فيها لأربع سنوات قبل أن يتحوّل إلى كلية الآداب في الجامعة الأميركية ببيروت، وتخرج فيها سنة 1927.

عمل في التدريس بدار المعلمين الثانوية المركزية في بغداد، وكلية النجاح الوطنية في نابلس من 1931 حتى 1933، والكلية الرشيدية في القدس من 1933 حتى 1942، ثم عُيّن مديراً لكلية المقاصد في مدينة صيدا لمدة ثلاث سنوات.

اعتقلته سلطات الانتداب البريطاني أثناء إقامته في القدس ثلاث مرات، واتهمته في إحداها بقتل مدير المتحف الفلسطيني في القدس. ثم نفته إلى يافا سنة 1942، وفرضت عليه الإقامة الجبرية فيها حتى نهاية الحرب العالمية الثانية سنة 1945، وقد تولى التدريس خلال تلك الفترة في المدرسة العامرية في يافا.

وفي أيام النكبة 1948، وفي أيار 1948 كان نزيلَ المستشفى في مدينة القدس، ثم لجأ إلى مدينة الزرقاء بالأردن، وبعد إقامة قصيرة لم تزد على ستة أشهر، رحل إلى سوريا، وأقام في دمشق فترة مارس خلالها التدريس في جامعتها وفي دار المعلمين، ثم ذهب إلى حلب، حيث درّس اللغةَ العربية في جامعتها، وبرز اسمه واشتهر في الأوساط الثقافية والأدبية هناك.

عيّن رئيساً لجمعية العروة الوثقى الأدبية في الجامعة الأميركية ببيروت، ورئيساً للاتحاد القومي الفلسطيني في محافظتَي إدلب وحلب إبان الوحدة بين مصر وسوريا.

توفّي العدناني في 5 أغسطس 1981/ 5 شوال 1401 في بيروت، ودُفن في مقبرة الشهداء فيها.

## شعره
كان يوقّع شعره باسم «محمّد خورشيد» حتى سنة 1936، ثم آثر اسم «محمّد العدناني» بعد ذلك، لدلالته القومية إذ خورشيد هي كلمة فارسية، وبه اشتُهر.ذكر في معجم البابطين عنه «التزم القصيدة العمودية وجدد في أغراضها وموضوعاتها، فنظم في الغزل والرثاء والحنين، وتنوع شعره بين الوجداني والقومي، فنظم في المناسبات الوطنية
والاجتماعية كقصيدته «وحي العيد - وحي المولد» وله قصيدة «صيادلة الحمام» في الفخر بالعرب ونضالهم، وهي مطولة ذات حس تاريخي تسجيلي، وله قصيدة في الترحيب بزيارة الزعيم جمال عبد الناصر إلى دمشق تكشف عن نزوعه القومي، وأخرى في مدح المناضلة الجزائرية جميلة بوحيرد، وهو يتتبع المناسبات الوطنية ليحييَ ذكراها كقصيدته في الذكرى العاشرة لنكبة فلسطين، وتميز شعره بدقة اللفظة وجزالتها وقوة المعنى ووضوحه ومتانة التراكيب.»

## جوائزه
- الجائزة الأولى في مباراة شعرية موضوعها «حرب الطيارات» لشعراء فلسطين والأردن.
- 1978: درع الثورة للفنون والآداب من منظمة التحرير الفلسطينية.[8]

## مؤلفاته
من دواوينه الشعرية:
- «اللهيب»، شعر 1954.
- «ملحمة الأمومة»، شعر، 1957.
- «فجر العروبة»، شعر 1960.
- «الوثوب»، شعر 1965.
- «الروض»، 1965.
- «العدنانيات»، (ثلاثة مجلدات)، شعر، 1984.

من دراساته:
- «أمير الشعراء شوقي»
- «أبو بكر»

من قصصه:
- «في السرير»، قصة واقعية.
- «أقاصيص الأطفال».
- «قصص عالمية للأولاد والأحداث»، سلسلة أكثر من 80 قصة بالاشتراك مع روز غريب.

من مؤلفاته في اللغة:
- «النحو البسيط»
- «الإعراب»
- «الروضة للمحفوظات»
- «معجم الأغلاط اللغوية المعاصرة»، 1984.
- «معجم الأخطاء الشائعة»، 1989.